# 華恩斯體育生
華恩斯體育生（西班牙語：Club Sport Boys Warnes）是一支玻利維亞足球會，現時於玻甲作賽。他們於1954年8月17日成立。2014年球會主席暨玻利维亚总统埃沃·莫拉莱斯以213美元月薪簽約成為球隊球員，成為世界上最老的球員。